# Пацифістська соціалістична партія

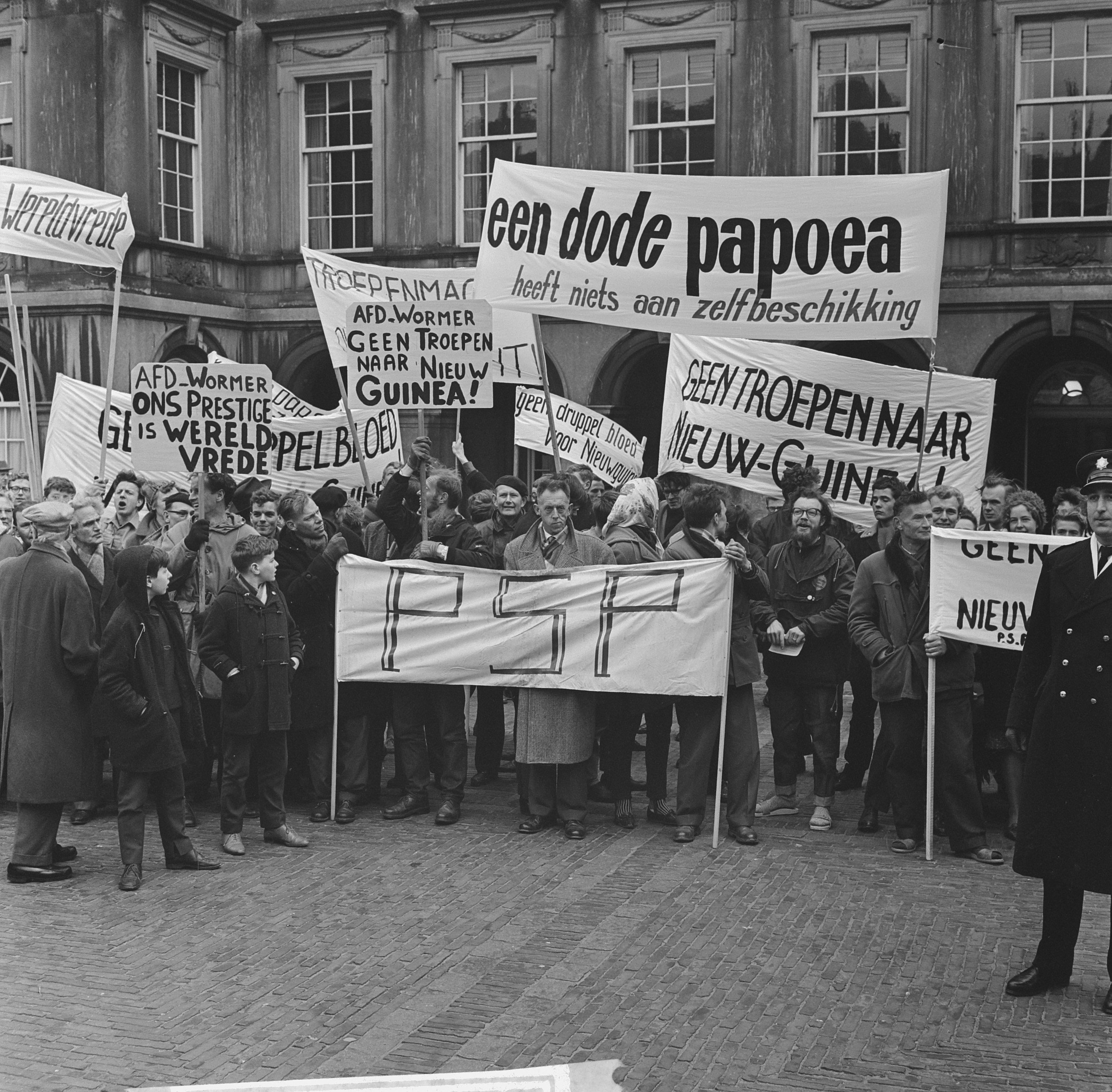
Демонстрація ПСП в Гаазі, 1962 рік.

Пацифістська соціалістична партія ( нід. Pacifistisch Socialistische Partij ПСП) - ліва соціалістична політична партія, що існувала в Нідерландах в 1957-1991 роках. Великим впливом не користувалася, об'єднуючи від 858 (в 1957) до 9979 (в 1982) членів, переважно представників радикальної інтелігенції, і отримуючи від 1 до 4 місць у Другій палаті нідерландського парламенту . Є однією з чотирьох попередниць сучасної партії «Зелені ліві» .

## Історія партії
У 1955 році сформувалася група «політично безпритульних» лівих активістів ( «Союз бездомних» - Daklozenberaad - очолював інженер-будівельник і шахіст Хендрік Ван Стеніс, що став першим головою ПСП). Група в основному складалася з колишніх членів Партії праці і Комуністичної партії Нідерландів (КПН). Перші були незадоволені військовою інтервенцією і поліцейськими операціями проти борців за незалежність Індонезії і підтримкою НАТО з боку їх партії (багато з них походили з марксистського крила Соціал-демократичної робітничої партії або Християнсько-демократичного союзу, які злилися в Партію праці). Другу групу становили частину членів Компартії, незадоволених сталінізмом її керівництва.
Крім того, до них приєдналися також безпартійні і члени довоєнних ліворадикальних організацій, таких як незалежна соціалістична партія і Революційна соціалістична партія . У підсумку, серед перших членів партії були християнські прогресисти, ліві соціалісти, ортодоксальні марксисти, комуністи-антисталіністами ( троцькісти і ліві комуністи ), ліберальні пацифісти і деякі анархісти . Багато з них були активні в русі за мир (в таких організаціях, як «Церква і світ» або «Общеголландская акція за мир»).
Холодна війна і дві події 1956 року - англо-французько-ізраїльська інтервенція в Суецькій кризі і радянська інтервенція в Угорщині - зміцнили цю групу в її скептицизмі щодо східного і західного блоків . Вона намагалася знайти третій шлях між радянським (пост) сталінізмом і західним капіталізмом .
Після того, як Партія праці відмовила кандидатам від групи у висуванні на виборах, 26 січня 1957 року започатковано нову Пацифістська соціалістична партія. До її засновникам приєдналися члени Соціалістичної союзу (групи, невдало відкололася від Партії праці в 1950 році). На виборах 1959 року партія отримала два місця в Палаті представників.

### Парламентська і позапарламентська діяльність
У перші роки партія стала відома своєю парламентською і позапарламентської опозицією проти холодної війни і особливо розміщенням ядерної зброї . Соціалістична революція на Кубі і повстання проти південноафриканської системи апартеїду привели до дискусій всередині партії між пацифістськими групами, які виступали проти будь-якого насильства і революційними групами, які виступали проти репресивного насильства (правлячого класу), але не засуджували визвольний насильство (проти правлячого класу). У 1961 році партія залишила свій принциповий пацифізм і надалі виступала за мінімізацію насильства. Вона також стала активніше брати участь у позапарламентської боротьби проти колоніалізму, підтримуючи незалежність Нової Гвінеї і Алжиру .
На виборах 1963 року партія показала себе добре, подвоївши кількість своїх депутатських місць до чотирьох. Цей успіх можна пояснити факторами зростання антивоєнного і студентського руху (особливо анархістського руху « Прово », для яких ПСП була єдиною прийнятною партією), а також внутрішніми конфліктами в ВПП - в 1958 році три депутати-антисталіністи покинули Компартію і сформували власну парламентську групу «Міст ». Згодом група заснувала Соціалістичну робітничу партію, але після низки невдач на виборах вона розпалася, і велика частина членів партії приєдналися до пацифістських-соціалістичної партії до 1965 року.

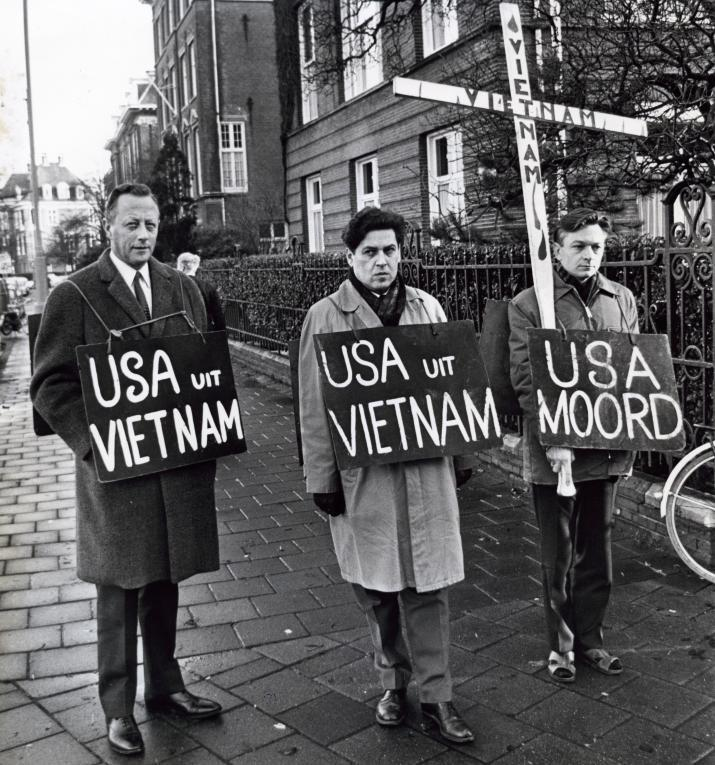
Лідери ПСП протестують проти війни у В'єтнамі, 1967 рік.

В середині 1960-х років В'єтнамська війна стала питанням ключової важливості. ПСП займалася організацією протестів, демонстрацій, мітингів проти американської інтервенції. Крім того, вона агітувала за перехід до республіки. ПСП зберегла свої чотири депутатські мандати на виборах 1967 року.
1970-ті роки характеризувалися внутрішніми конфліктами між помірними і більш радикальними членами ПСП. Найважливішою причиною для цього була радикалізація в рядах Трудової партії, в якій до влади прийшов нове, більш ліве, покоління лідерів, орієнтоване на створення лівого уряду з ліволіберальною партією « Демократи 66 » і прогресивно-християнської Політичною партією радикалів . ПСП також брала участь в переговорах, але в підсумку більшість членів виступило проти, не знаходячи цю коаліцію ні пацифістської, ні соціалістичної. На виборах 1971 року (у передвиборній агітації до яких ПСП використовувала знамениті плакати з оголеною дівчиною на лузі на тлі плямистої корови) партія втратила два з чотирьох місць.
У 1972 році новим лідером ПСП став Брам ван дер Лек, що підкреслює значення захисту навколишнього середовища в якості важливого програмного питання.
Тим часом, самі помірні, і найрадикальніші елементи відкололися від партії. Вхідна в возз'єднане четвертий інтернаціонал троцькістська група «Пролетарська ліва», що діяла всередині ПСП, через розбіжності з керівництвом партії в 1972 році покинула її в майже повному складі, за винятком свого лідера Еріка Мейєра (згодом депутат Європарламенту від Соціалістичної партії ). Ця група в 1974 році прийняла назву «Міжнародна комуністична ліга», а потім Соціалістична робітнича партія, в результаті змінивши його на « Соціалістична альтернативна політика ». А помірне, так зване прогресивно-кооперативне, крило вийшло з ПСП в 1975 році.
Однак починаючи з 1975 року членство в партії, яку очолив інформатик Ламберт Мертенс, демонструвало стабільне зростання і подвоїлася за найближчі п'ять років. Проте, вибори 1977 були для неї катастрофічними: партія втратила всі місця, крім одного.
На початку 1980-х років ПСП активно виступала проти розміщення американської ядерної зброї в Європі; більше 80% членів партії були присутні на двох масових протестах проти розміщення ядерної зброї в 1981 і 1983 роках. На виборах 1981 і 1982 років ПСП була винагороджена за свою принципову позицію трьома депутатськими кріслами. Членство в партії майже досягло 10000 чоловік.

### Створення «Зелених лівих»

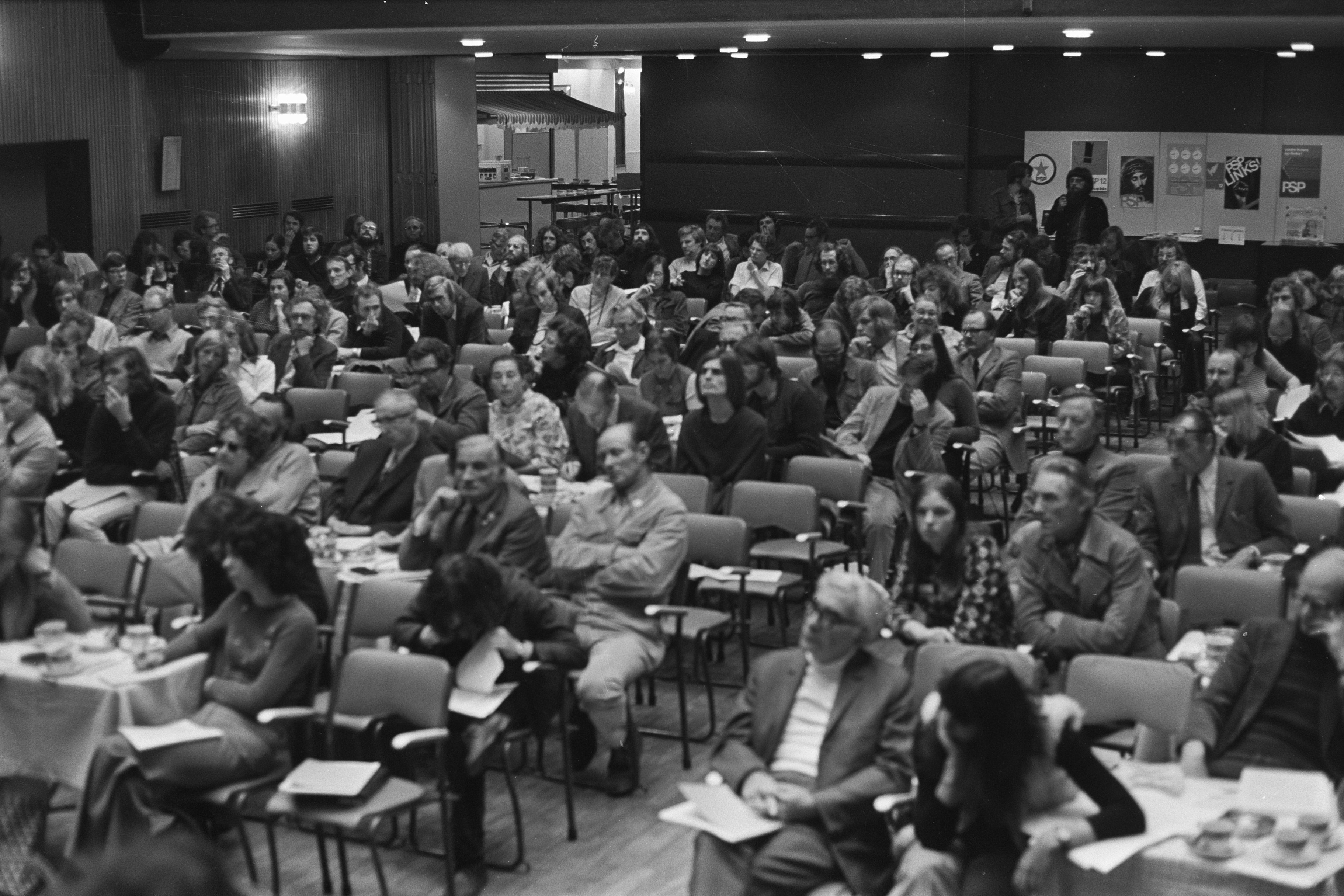
З'їзд ПСП в Амстердамі, 1972 рік.

З 1980-х років партія почала співпрацювати з Політичною партією радикалів, порвала з Партією праці, і Компартією, що пройшла процес десталінізації . У 1984 році РПП, ВПП і ПСП беруть участь єдиним «зеленим прогресивним» списком у виборах до Європейського парламенту. Вони отримали одне місце, на яких періодично чергувалися ПСП і ППР. Ті ж партії спільно беруть участь у вуличних протестах проти ядерної зброї ( нейтронної бомби ) і ядерної енергії . Перед виборами 1986 року ВПП і ППР захотіли створити передвиборний блок з ПСП.
Це призвело до кризи всередині партії: голова парламентської фракції, Фред ван дер Спек, який виступав проти співпраці, був змінений партійним з'їздом на Андре Ван Еса. Виключений екс-лідер заснував власну Партію за соціалізм і роззброєння. Однак домовитися про електоральний альянсі не вдалося, і на парламентських виборах 1986 року ліві партії втратили ще більше місць у парламенті: ВПП і ЄНП не ввійшли в Генеральні штати, РПП зайняла два, а ПСП - одне місце. Кінець вісімдесятих був ознаменований внутрішніми кризами і зміною курсу всіх «малих лівих».
У 1989 році з ініціативи ПСП «малі ліві» почали переговори, до яких, крім ВПП і ППР, приєдналася і ще одна прогресивно-християнська сила - Євангельська народна партія . Цю ініціативу підтримали у відкритому листі члени профспілок, екологічних рухів і діячі мистецтва, які закликали до утворення єдиної прогресивної формації зліва від соціал-демократів. Партії дійшли згоди щодо можливості участі у виборах єдиним списком «Зелені ліві» (Vereniging GroenLinks; VGL), що і сталося в виборах 1989 року у Другу палату. У список увійшли представники чотирьох малих лівих партій, а також приєдналися до нової партії незалежні кандидати: роттердамський профспілковий активіст Паул Розенмёллер, хореограф Рюді ван Дантціг, письменниця Астрід Румер, екологічна активістка Марейке Вос і активіст студентського руху Мартен ван Пулгест.
У 1991 році ПСП саморозпустилася і влилася в єдину партію «Зелені ліві». У 1992 році група колишніх членів ПСП, які відмовилися приєднатися до нової партії, сформували ПСП'92.

## Ідеологія
Ідеологія партії була заснована на пацифізмі, соціалізмі і демократії ; вона виступала за права людини проти війни, капіталізму і диктатури.
У 1957 році маніфест принципів  ПСП проголосив боротьбу за оновлення духовного (заміна системи, заснованої на страху, поділі і влади, суспільством на основі довіри, єдності і справедливості) і економічне (подолання капіталізму і перехід до безкласового соціалістичного суспільства; в короткостроковій перспективі партія підтримувала націоналізацію і створення кооперативів, прогресивне оподаткування, скорочення робочого часу і повну зайнятість). ПСП виступала за демократію в політиці і економіці, відкидала використання сили для вирішення міжнародних конфліктів і ратувала за рух до всесвітньої федерації. Потім на ідеології партії відобразилися віяння « нових лівих » 1960-х років; з 1970-х увагу стало приділятися також новим соціальним рухам за звільнення жінок, права ЛГБТ і енвайронменталізм .

## Організаційна структура

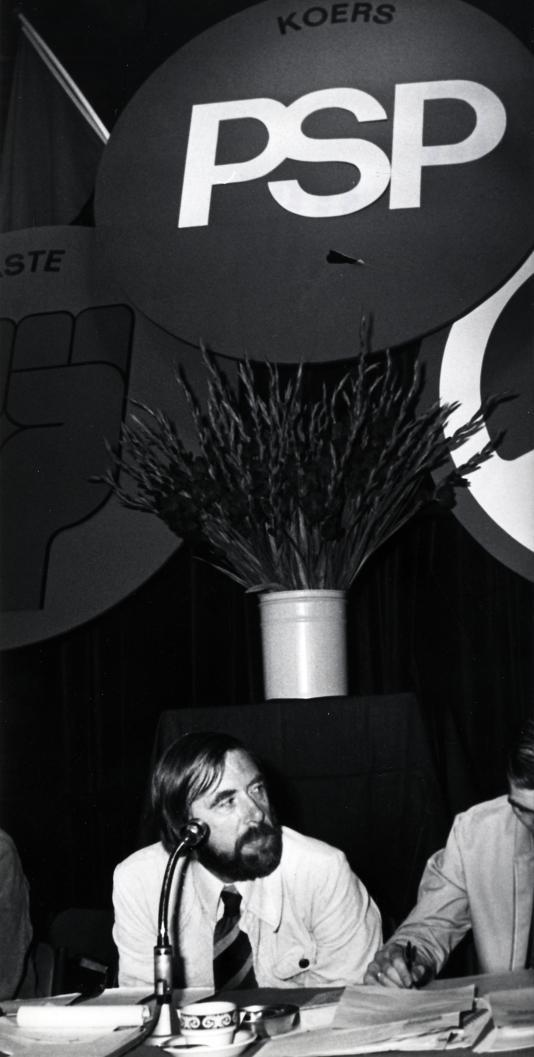
Голова ПСП Піт Бурграф на з'їзді партії, 1972 рік.

Вищий орган ПСП - з'їзд, на якому були представлені делегати муніципальних осередків. Скликався раз на рік, призначав політраду партії, визначав програму і порядок партійних списків на виборах.
Політична рада ПСП складався з 10 членів: голова партії, генеральний секретар, скарбник, політичний секретар, парламентський секретаря, міжнародний секретар, молодіжний секретар, секретар з питань освіти, секретар з пропаганди і голова комітету по радіо і телебаченню.
ПСП публікувала власний журнал «Звільнення» (Bevrijding) між 1957 і 1966 і 1978 і 1991 роками і «Радикал: Тижневик за соціалізм і мир» (Radikaal: Weekbad voor Socialisme en Vrede) між 1967 і 1 977 роками.
Молодь ПСП була організована в Пацифістські соціалістичні робочі групи молоді (Pacifistisch Socialistische Jongeren Groepen, PSJG) з 1977 по 1991 рік; під кінець існування ця організація стала практично самостійної.
У 1980-х роках науковий інститут ПСП тісно співпрацює з аналогічними установами ППР і ВПП; разом вони публікували De Helling і Rode Draad з 1985 року.

## Міжнародний контекст
На міжнародному рівні було не багато великих партій, які займали, подібно до ПСП, нішу між реформістською соціал-демократією і прорадянським комуністичним рухом. Ряд скандинавських партій на кшталт датської Соціалістичної народної партії і норвезької Соціалістичної лівої партії проповідували «народний соціалізм», близький до «пацифістських соціалізму» ПСП. Могла і французька Об'єднана соціалістична партія, заснована лівими дисидентами з СФИО, антісталіністскімі дисидентами з ФКП і ліворадикальними активістами.